# Religiöse Minderheit
Eine religiöse Minderheit ist eine sich durch religiöse Wesensmerkmale auszeichnende kleinere Gruppe, die sich in einem Gegensatz zur dominierenden religiösen Mehrheit befindet.
Von religiösen Minderheiten kann man historisch dann sprechen, sobald Großreligionen bzw. etablierte polytheistische und synkretistische religiöse Strukturen soweit verfestigt sind, dass eine Integration und Assimilation bestehender kleinerer Gruppen fremdreligiöser Natur ausgeschlossen ist.
Dies kann sich einerseits darin äußern, dass die religiöse Mehrheit die Existenz einer religiösen Minderheit nicht akzeptiert, sie ablehnt, bekämpft und verfolgt, andererseits darin, dass die religiöse Minderheit ihrerseits eine Anpassung an die Mehrheit verweigert.
Allgemein durchlaufen Offenbarungsreligionen – insbesondere Stifterreligionen – im Anfangsstadium in der Regel die Phase einer religiösen Minderheit gegenüber einer Mehrheit, gegen die sie sich durchzusetzen bzw. zu behaupten haben. Diese kann ihrerseits aus Anhängern einer Natur-, National-, oder auch selbst einer Offenbarungsreligion bestehen. Durch ihre religiöse Dynamik kann sich eine religiöse Minderheit zur religiösen Mehrheit entwickeln.
Religiöse (oder konfessionelle) Minderheiten entstehen durch Nichtangleichung einer Gruppe an eine etablierte Mehrheit. Sie können entstehen einerseits durch prophetisch-messianische, – wie die klassischen Schwärmer/Täufer und gegenwärtig in der charismatischen oder Pfingstbewegung – andererseits durch konservativ-orthodoxe Bestrebungen. Dies zeigt sich häufig bereits in den Selbst- oder Fremdbenennungen jener altkonfessioneller Kirchen: Altlutheraner, Altreformierte, Altkatholiken, Altgläubige… Dabei berufen sich beide Modelle in der Regel auf das Festhalten bzw. Wieder- oder Neuentdecken der jeweils ursprünglichen einen religiös-konstitutiven Wahrheit. Eine entsprechende Bewegung im Islam ist beispielsweise der Salafismus, abgeleitet von arabisch Salaf: Vorfahre, Vorgänger.
Während die prophetisch-messianische Minderheit ihre Quelle im Allgemeinen in direkten spiritualistischen und individuellen religiösen Erfahrungen ortet und etablierte religiöse Strukturen und Systeme eher ignoriert, sucht die orthodox-konservative Minderheit die eigene, vermeintlich im Verfall begriffene etablierte Religion aufrechtzuerhalten, zu restaurieren, zu erneuern. Dies führt in der Regel zu innergemeindlichen Spannungen. Mit der sich aus dem Konflikt ergebenden Loslösung (Dissidenz, Verdammung) der Minderheit geht zugleich ihre jeweils eigene Etablierung einher.
Eine wichtige Rolle in der Geschichte religiöser Minderheiten spielt die Migration. Häufig sahen sich religiöse Minderheiten diskriminiert und Verfolgungen ausgesetzt und gingen in die Emigration. Im Exil erfuhren sie sich wiederum als Minderheit, nunmehr als religiöse und häufig zugleich als ethnische Minderheit, beispielsweise die Juden in der Sowjetunion, denen zwar – wie überall in Staaten unter kommunistischer Herrschaft – die Religionsausübung nicht gestattet war, die jedoch als nationale Minderheit registriert wurden. Anders als für andere ethnische Minderheiten kam für sie eine Assimilation an den Kultus des Gastlandes nicht in Frage, was eine Reihe neuer Probleme zur Folge hatte.
Gleichwohl spielten religiöse Minderheiten für die wirtschaftliche Entwicklung eines Landes eine entscheidende Rolle, wie es etwa das Wirken der Hugenotten in Preußen oder der Herrnhuter Brüdergemeine in Amerika belegt, die sich gleichsam zu einer Elite des Landes entwickelten.

## Weitere religiöse Minderheiten
- Christliche Diaspora
- Jüdische Diaspora
- Falun Gong
- Apostasie im Islam

## Verfolgung religiöser Minderheiten
- siehe Religiöse Verfolgung

## Maßnahmen zum Schutz religiöser Minderheiten
- siehe Marrakesch-Deklaration und (allgemein) Minderheitenschutz